# Equipe Alemã Unida nos Jogos Olímpicos de Verão de 1956
A Equipe Alemã Unida competiu nos Jogos Olímpicos de Verão de 1956, realizados em Melbourne, Austrália e Estocolmo, Suécia.